# 吉良吉田駅
吉良吉田駅（きらよしだえき）は、愛知県西尾市吉良町吉田船戸5にある、名古屋鉄道（名鉄）西尾線・蒲郡線の駅である。駅番号はGN13。

## 概要
西尾線および蒲郡線の始発・終着駅である。以前は両線間で一体運用されていたが、2008年（平成20年）6月29日ダイヤ改正により、当駅で完全に運転系統が分断された。また、西尾線からの特急列車の当駅への乗り入れは廃止され、代わりに急行列車（西尾駅 - 当駅間は各駅停車）が乗り入れるようになった。
蒲郡線では、終日当駅始発のワンマン運転になり、旧三河線ホーム（2番線）にのりかえ改札口が設置された。また、3・4番線各ホームへの待合室の設置工事も行われ、各ホームへの車椅子対応スロープも整備された。
当駅の西尾線ホームは急カーブ上にあるため1000系は入線できず（1000系は西尾までの特急列車にのみ使用）、当駅に乗り入れる特急列車には1600系・8800系（1999年以前は7000系も）が使用されていた。
現行ダイヤでは西尾線は名古屋本線直通の急行列車（基本的に佐屋駅または弥富駅まで運行）、蒲郡線はワンマン普通列車が日中それぞれ1時間2本ずつ発着しており、相互に連絡している。
2023年3月のダイヤ改正で、当駅を始発とする特急列車が平日に1本復活した。ただし全車一般車である。

## 歴史

### 旧・吉良吉田駅
西尾鉄道が同社線（後の名鉄西尾線）を開通したときに開業した初代吉良吉田駅。現在の駅から0.3km西尾寄り（現・吉田公園付近）に存在した。
- 1915年（大正4年）8月5日 - 西尾鉄道の横須賀口（後の鎌谷駅付近） - 吉良吉田間開通時に開業。開通時は軌間762mm・非電化。
- 1916年（大正5年）2月12日 - 吉良吉田 - 吉田港間が開通し、途中駅となる。
- 1926年（大正15年）12月1日 - 西尾鉄道が愛知電気鉄道へ合併したことにより同社の駅となる。
- 1928年（昭和3年）10月1日 - 西尾線（旧線）西尾 - 吉良吉田間を直流600V電化及び1067mmへ改軌、吉良吉田 - 吉田港間を廃線。
- 1942年（昭和17年）12月28日 - 西尾線吉良吉田 - 三河吉田間開業。
- 1943年（昭和18年）2月1日 - 三河吉田駅への統合に伴い廃駅となる[1]。

### 現・吉良吉田駅
三河鉄道が同社線（後の名鉄三河線）を開通したときに開業した旧・三河吉田駅。
- 1928年（昭和3年）8月25日 - 三河鉄道の神谷（後の松木島） - 三河吉田間開通時に開業[2]（現在地より東約100 m地点[3]）。
- 1936年（昭和11年）7月24日 - 西約300 m地点に移転[3]。
- 1942年（昭和17年）12月28日 - 西尾線（旧）吉良吉田 - 三河吉田間が開業。
- 1943年（昭和18年）2月1日 - （旧）吉良吉田駅が三河吉田駅に統合される[1]。
- 1945年（昭和20年）1月13日 - 三河地震により駅舎被災[4]。
- 1960年（昭和35年）11月1日 - 吉良吉田駅に改称[2]。
- 1969年（昭和44年）7月6日 - 貨物営業廃止[5][3]。
- 1984年（昭和59年）5月 - 駅舎の一部が焼失。同年9月1日に改装[6]。
- 2004年（平成16年）4月1日 - 三河線・碧南駅 - 当駅間廃止[2]。
- 2005年（平成17年）1月28日 - 特急・急行の蒲郡線直通と当駅からの昼間の特急の運転を廃止。
- 2008年（平成20年）6月29日 - トランパス導入。同時に西尾線 - 蒲郡線の直通を廃止したため、当駅で運行系統が完全に分断された。また2番線にのりかえ改札口を設置し、蒲郡線発着線として使用再開[7]。当駅への特急の乗り入れも無くなった。
- 2011年（平成23年）2月11日 - ICカード乗車券「manaca」供用開始（上記の通り蒲郡線は使用不可）。
- 2012年（平成24年）2月29日 - トランパス供用終了。
- 2023年（令和5年）3月18日 - 当駅を始発とする特急が復活。

1943年当時の配線略図[8]。廃止された吉田港駅も側線として記載されている。
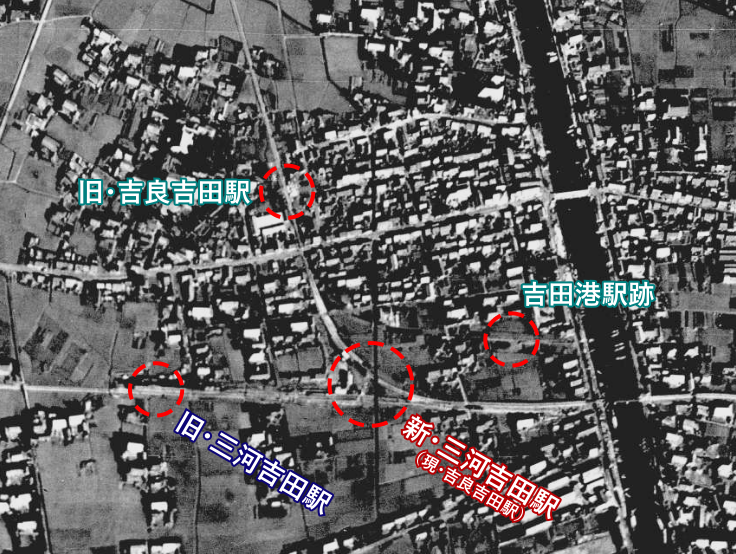
吉良吉田駅と三河吉田駅の位置関係 帰属：国土交通省「国土画像情報（カラー空中写真）」 配布元：国土地理院地図・空中写真閲覧サービス

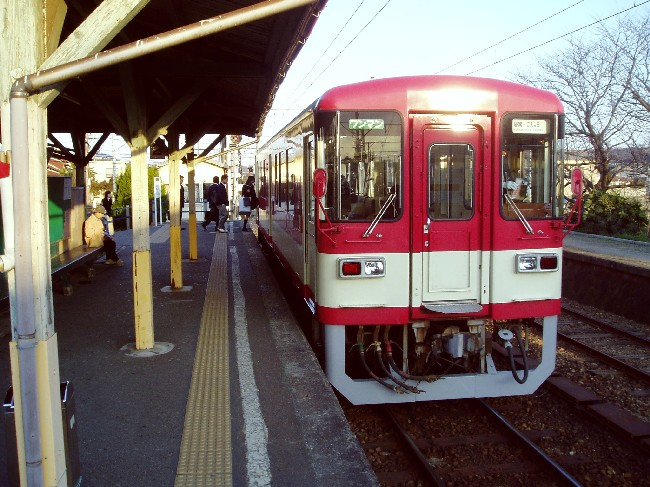
三河線廃止直前の2番線（2004年2月）

## 駅構造
1・2番線は3両編成、3・4番線は4両編成対応の3面3線の地上駅で、駅長は配置されない終日有人駅（西尾駅の被管理駅）。3・4番線は、蒲郡線と西尾線を接続させるために、線路は半径160mで大きく湾曲している。4両編成の場合、2両目と3両目で、また3扉車が3番線に停車した場合、中扉の箇所でホームと列車の間が特に広く開く。自動券売機、自動改札機、簡易列車案内が設置されている一方で自動放送は導入されておらず、構内放送は駅係員が適宜行っている。
なお、2番線にはのりかえ改札口が設置されているため、西尾線と蒲郡線を乗り継ぐ場合は、一度乗車券や定期券を用意しなければならない。また、蒲郡線はmanaca・相互利用ICカードが利用できないので、いずれかのカードを使用する際はのりかえ改札口で蒲郡線の下車駅の申告または蒲郡線内の駅の自動券売機（または乗車駅証明書発行機）で発行した乗車駅証明書を渡す必要がある。
西尾線の3・4番線ホームと蒲郡線の2番線ホームは、やや鋭いL字形に配置されている。旧三河線の線路は一部を残し留置線として利用されている。旧三河線（碧南方面行き）のホームについては、2004年の廃止後に一時期進入禁止の処置がされていたが、現在は蒲郡線の電車が使用する。西尾線と蒲郡線の運転系統が分断されたため、いずれのホームの駅名標も隣接駅の一方が空白になっている（検査や車両交換などのため線路は繋がったままになっており、車止めは1・2番線碧南寄りにしか無い）。
2番線の先、車止めまでの間に踏切があるが、これは2004年に廃止された旧三河線の跡である。2番線に蒲郡線の電車が到着すると警報機が鳴って遮断機が下がるが、通常電車が通過することはない。

### のりば

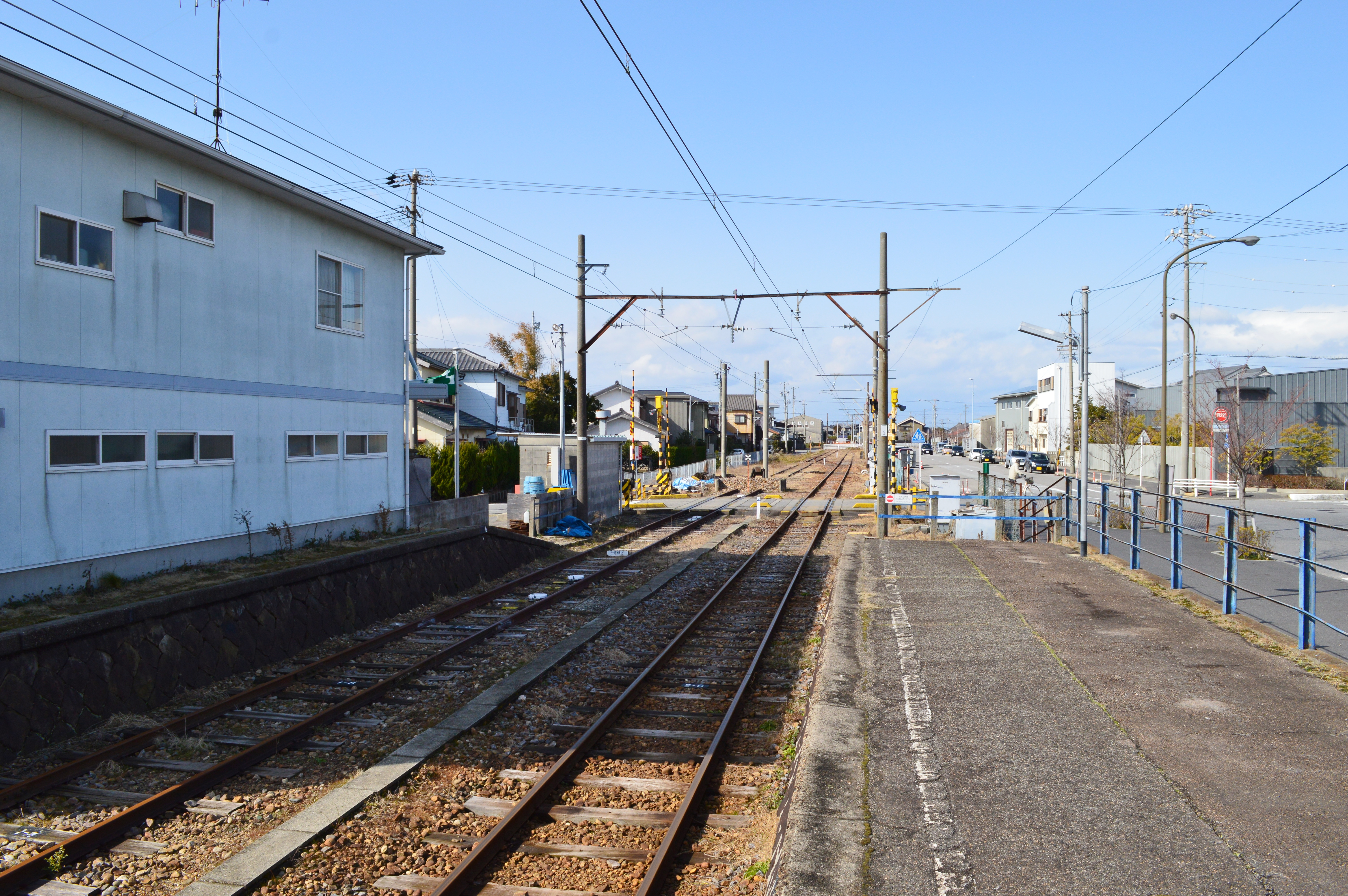
現在の2番線
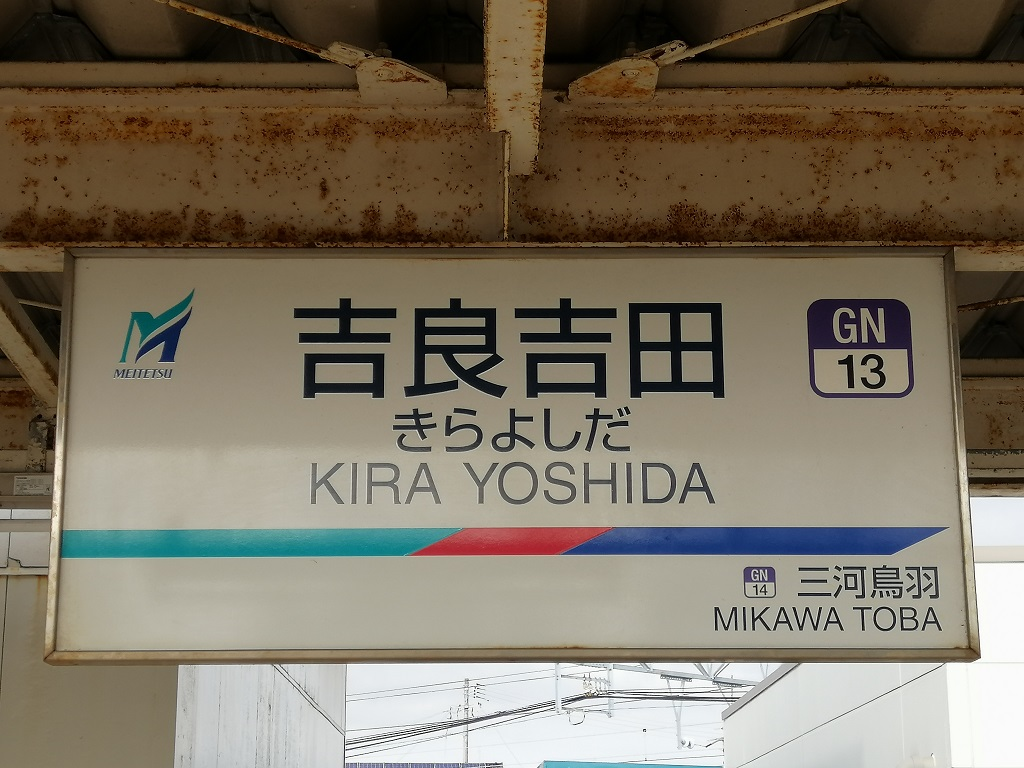
蒲郡線用の駅名標
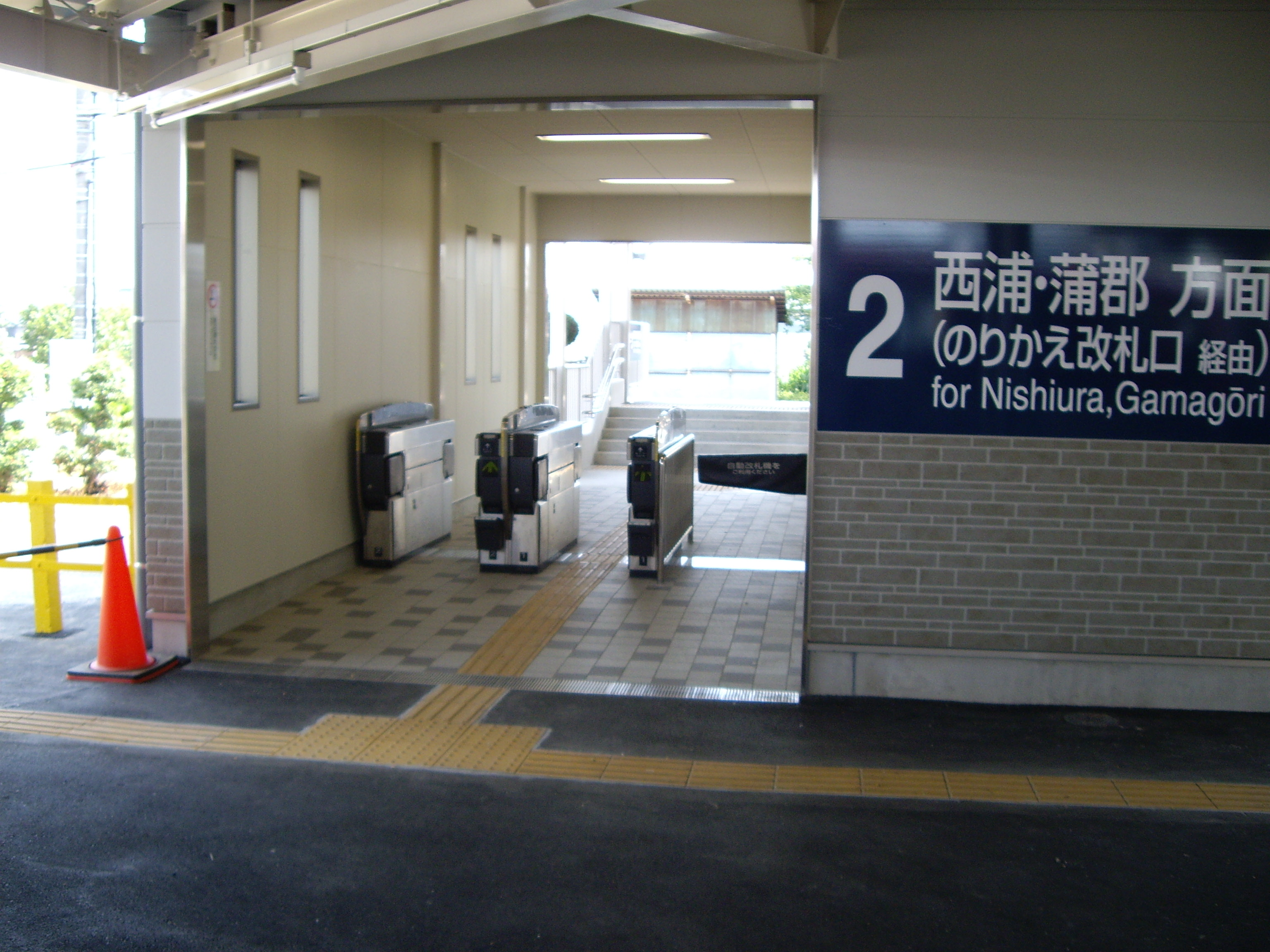
のりかえ改札口

| 番線 | 路線         | 行先                         | 備考 |
| ---- | ------------ | ---------------------------- | --- |
| 1    | （旧三河線） | （旧三河線）                 | ホーム上には「1」の数字や屋根や点字ブロックは無く、営業利用されないが、留置線として使用されている。碧南 - 当駅間が廃止されて以降、碧南寄りの車止めまでの距離が短くなった。 |
| 2    | GN 蒲郡線    | 蒲郡ゆき                     | 3両分あり、ホームと車両床面との高さの差が約24cm生じる。 |
| 3・4 | GN 西尾線    | 西尾・新安城・名鉄名古屋方面 | 4両分あり、新安城・名古屋方面の電車は通常、構内踏切を渡る必要のない3番線を使用する。4番線は一日数本を除いて使用されず、停泊時及び臨時列車入線時などに使用される。          |

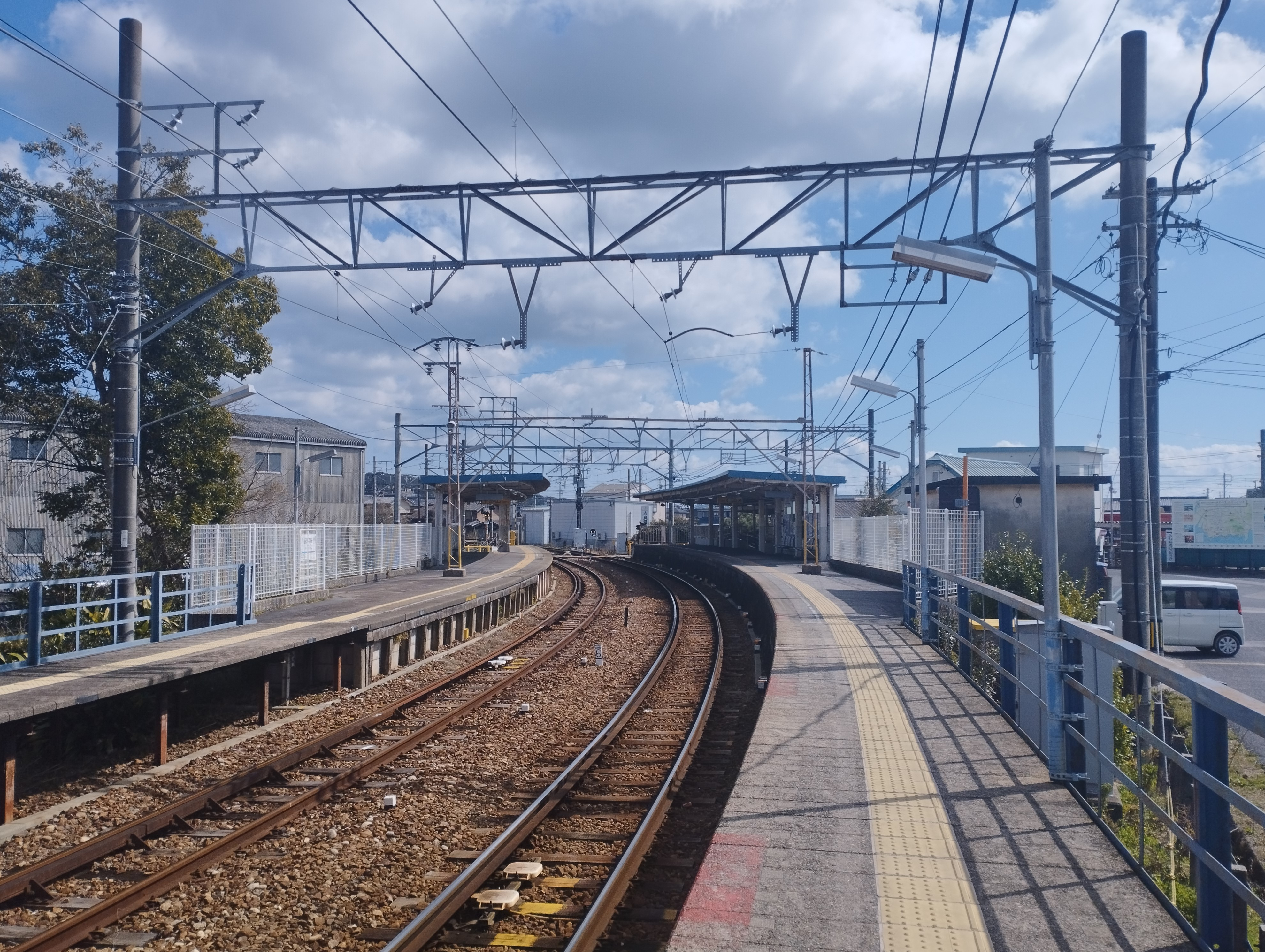
西尾線用ホーム
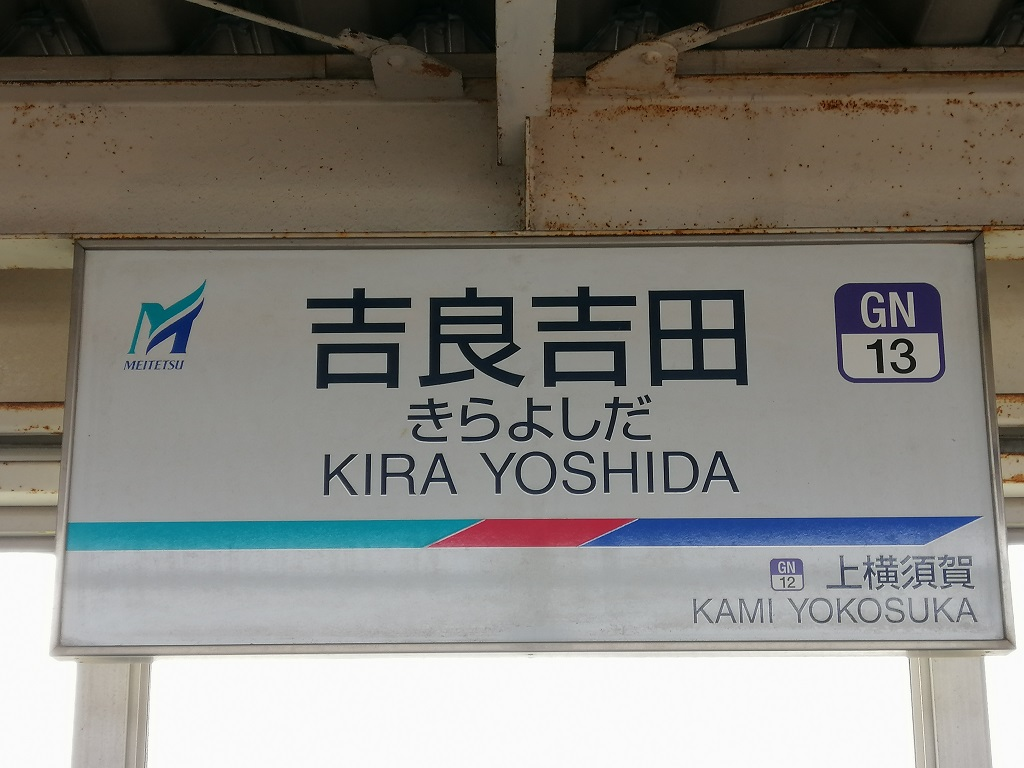
西尾線用の駅名標
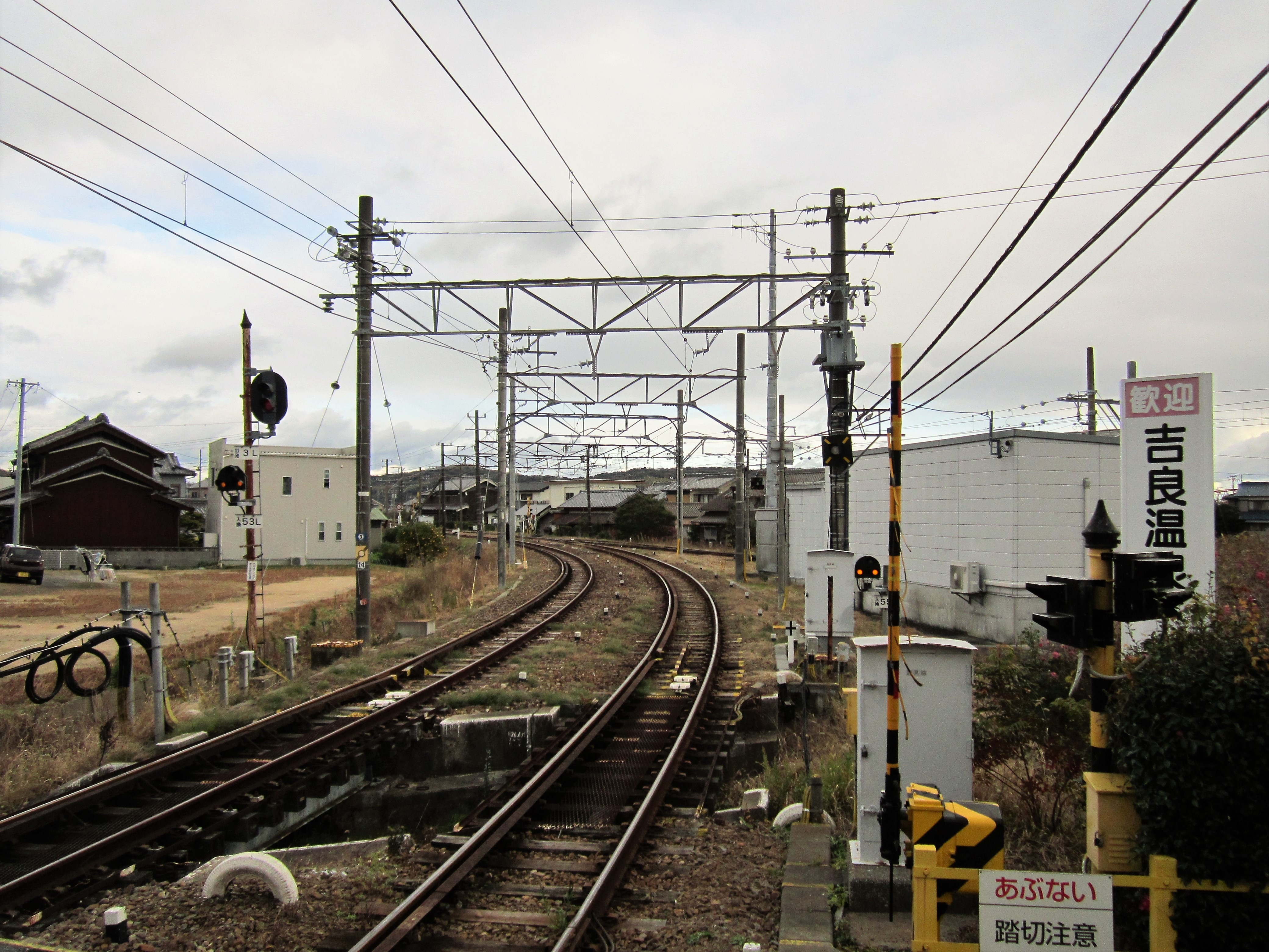
蒲郡線との合流部

- 現在の2番線
- 蒲郡線用の駅名標
- のりかえ改札口

### 配線図
|                           | ↑ 西尾・新安城方面                 |            |
| ← 碧南方面 （2004年廃止） | 名古屋鉄道 吉良吉田駅 構内配線略図 | → 蒲郡方面 |
| 凡例 出典:                |                                    |            |

## 利用状況
- 「移動等円滑化取組報告書」によると、2020年度の1日平均乗降人員は2,211人である[11]。
- 『名鉄120年：近20年のあゆみ』によると2013年度当時の1日平均乗降人員は2,748人であり、この値は名鉄全駅（275駅）中153位、 西尾線・蒲郡線（23駅）中7位であった[12]。
- 『名古屋鉄道百年史』によると1992年度当時の1日平均乗降人員は2,988人であり、この値は岐阜市内線均一運賃区間内各駅（岐阜市内線・田神線・美濃町線徹明町駅 - 琴塚駅間）を除く名鉄全駅（342駅）中144位、 西尾線・蒲郡線（24駅）中6位、三河線（38駅）中13位であった[13]。
- 『愛知県統計年鑑』によると2010年度の1日平均乗車人員は1,308人[14]である。

近年の1日平均乗車人員は下表の通り。
| 年度   | 1日平均 乗車人員 |
| ------ | ---------------- |
| 2006年 | 1,153            |
| 2007年 | 1,194            |
| 2008年 | 1,235            |
| 2009年 | 1,268            |
| 2010年 | 1,308            |

蒲郡線だけの場合、最も多いが年度によっては蒲郡駅と逆になることがある。

## 駅周辺
- 西尾市役所吉良支所（旧・吉良町役場）
- 吉良吉田郵便局
- 西尾信用金庫吉田支店
- 愛知県中央信用組合吉良支店
- 西尾市立吉田小学校
- 宮崎海水浴場
- 恵比寿海水浴場
- 吉良温泉
- 吉田港
- 宝珠院

## ふれんどバス
三河線の碧南駅・当駅間の廃止に伴う代替バスで、旧沿線自治体で構成するふれんどバス運行協議会からの委託により名鉄バス蒲郡管理所が運行している。2020年10月1日よりmanacaが利用可能になっており、当駅で90分以内に名鉄電車（新安城方面）と乗り継ぐと80円割り引かれる。

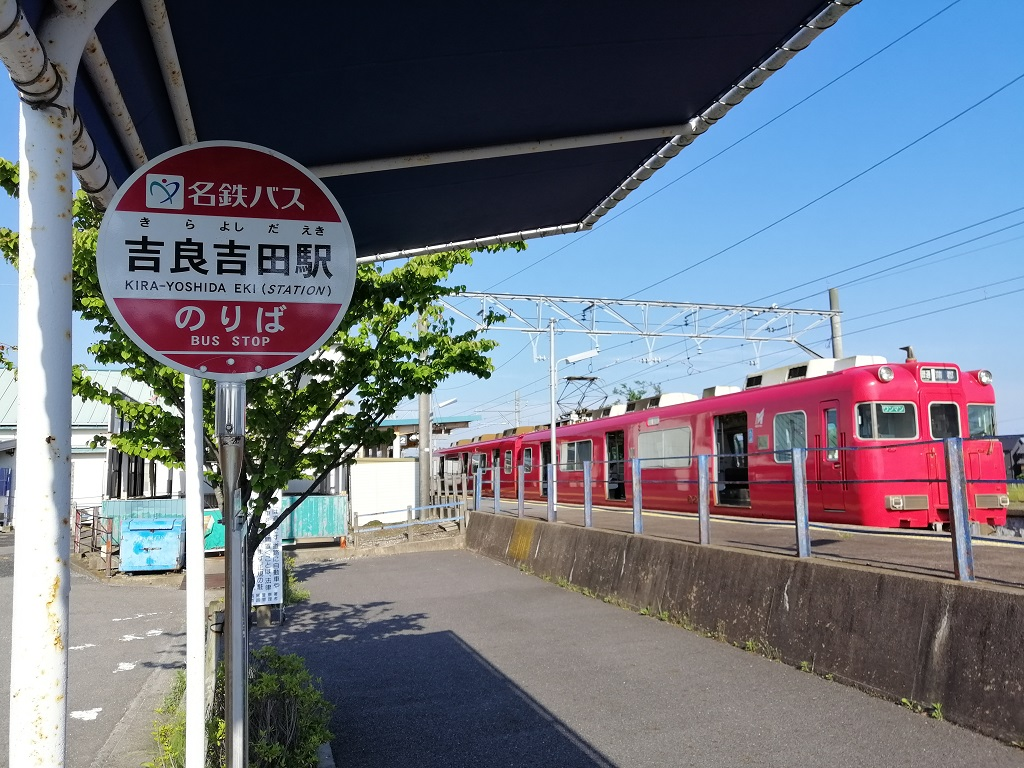
吉良吉田駅バス停

## 隣の駅
名古屋鉄道
GN 西尾線
■特急・■急行・■普通
上横須賀駅 (GN12) - 吉良吉田駅 (GN13)
GN 蒲郡線
■普通
吉良吉田駅 (GN13) - 三河鳥羽駅 (GN14)
- 特急は上横須賀方面ゆきのみ運行。
- かつては上横須賀駅 - 当駅間に東富田駅、三河荻原駅が存在した。また、当駅 - 三河鳥羽駅間にも宮崎口駅があった。

### かつて存在した路線
名古屋鉄道
三河線
松木島駅 - 吉良吉田駅